# Cuerpo Aéreo Irlandés
El Cuerpo Aéreo Irlandés (en irlandés: Aer-Chór na h-Éireann, en inglés: Irish Air Corps) es el componente aéreo de las Fuerzas de Defensa de la República de Irlanda. Su función es proporcionar apoyo al Ejército y al Servicio Naval, junto con servicios aéreos no militares como búsqueda y rescate y Servicio de Transporte Aéreo Ministerial.

## Historia

Escarapela del Servicio Aéreo Irlandés (1922 y 1923).

Escarapela del Cuerpo Aéreo Irlandés entre 1939 y 1954.

## Inventario de Aeronaves en Servicio
| Aeronave                       | Origen                         | Imagen                         | Tipo                                                                | Variante                       | En servicio                    | Notas                                        |
| Aeronave de transporte militar | Aeronave de transporte militar | Aeronave de transporte militar | Aeronave de transporte militar                                      | Aeronave de transporte militar | Aeronave de transporte militar | Aeronave de transporte militar               |
| ------------------------------ | ------------------------------ | ------------------------------ | ------------------------------------------------------------------- | ------------------------------ | ------------------------------ | -------------------------------------------- |
| Learjet 45                     | Estados Unidos                 |                                | Avión de enlace y MEDEVAC                                           |                                | 1                              |                                              |
| Avión de patrulla marítima     |                                |                                |                                                                     |                                |                                |                                              |
| CASA CN-235                    | España                         |                                | Patrulla marítima                                                   | MPA 100                        | 2                              |                                              |
| Aviones de reconocimiento      |                                |                                |                                                                     |                                |                                |                                              |
| Pilatus PC-12                  | Suiza                          |                                | Inteligencia, Vigilancia, Adquisición de objetivos y Reconocimiento | PC-12NG                        | 4                              |                                              |
| Britten-Norman Defender        | Reino Unido                    |                                | Apoyo aéreo policial                                                | Britten-Norman Defender 4000   | 1                              | Aeronave de apoyo para la Garda Síochána     |
| Helicópteros                   |                                |                                |                                                                     |                                |                                |                                              |
| Eurocopter EC135               | Francia                        |                                | Helicóptero utilitario                                              | P2+ y T2                       | 4                              | Aeronaves de apoyo para la Garda Síochána    |
| AgustaWestland AW139           | Italia                         |                                | Helicóptero utilitario                                              |                                | 6                              |                                              |
| Avión de entrenamiento         |                                |                                |                                                                     |                                |                                |                                              |
| Pilatus PC-9                   | Suiza                          |                                | Avión de entrenamiento y Apoyo aéreo cercano                        | PC-9M                          | 8                              | Puede ir armado con ametralladoras y cohetes |